# WQBU-FM
WQBU-FM（92.7 FM，“La Que Buena 92.7”）是位于美国纽约州纳苏县花园城的一个墨西哥音乐广播电台，由Univision Radio开办。广播语言以西班牙语为主，发射功率2千瓦。

## 历史
电台创办于1987年，初期呼号为WDRE-FM。在1996年改为WLIR-FM，2004年又改为WZAA，到了2007年改为现在名称。同时受到了纽约洋基和纽约大都会的支持。